# William Barton Rogers
William Barton Rogers (Filadélfia, 7 de dezembro de 1804 — 30 de maio de 1882) é mais conhecido por ter estabelecido, defendido e incorporado os princípios de fundação do Instituto de Tecnologia de Massachusetts (MIT) em 1861. A universidade foi inaugurada em 1865 depois da Guerra Civil Americana.
Rogers formou-se no The College of William & Mary e mais tarde ocupou a cadeira de Filosofia Natural e de Química na mesma universidade nos anos de 1828 até 1835. Em seguida, atuou como professor de Filosofia Natural na Universidade da Virgínia de 1835 até o ano 1853, quando renunciou em protesto. Enquanto Rogers foi presidente do Departamento de Filosofia, ele defendeu vigorosamente a recusa da Universidade de outorgar graus Honoris causa à Legislação do Estado da Virgínia. Dessa forma, ele viria a fundar e trabalhar como presidente do MIT em 1861 - 1870. 
Embora Rogers tenha ficado abaixo dessa posição de presidente devido ao declínio da saúde, por 
necessidade, ele retornou ao cargo em 1878 e continuou até 1881. Ele morreu depois de desmaiar 
durante um discurso aos diplomados do MIT em 1882. Suas últimas palavras foram "carvão betuminoso".